# Мастерская художника на улице Кондамин
«Мастерская художника на улице Кондамин» (фр. L’atelier de la rue de La Condamine), или «Ателье Базиля» (фр. L’atelier de Bazille) — картина в стиле раннего импрессионизма французского художника Жана-Фредерика Базиля, на которой он изображён среди друзей в своей мастерской. Высокая фигура самого автора, стоящего перед мольбертом, написана Эдуаром Мане. Полотно написано в 1870 году и представляет собой живопись маслом на холсте размером 98×128,5 см. В настоящее время хранится в музее Орсе в Париже.

## История
Базиль принадлежал к кругу ранних импрессионистов, чей творческий эксперимент начался в 1860-х годах. В то время импрессионизм ещё не оформился в отдельное направление в искусстве. Он дружил с Клодом Моне, Пьером-Огюстом Ренуаром, Альфредом Сислеем и Эдуаром Мане, с которыми обучался живописи в мастерских Шарля Глейра и Гюстава Курбе. С 1866 года художники часто собирались в кафе Гербуа на улице Батиньоль в Париже, почему в искусствоведении иногда их называют «батиньольцами», или «Батиньольской группой». Писатель Эмиль Золя и фотограф Надар часто посещали их общество. «Батиньольцы» регулярно принимали друг друга в своих мастерских, рисовали интерьеры и портреты друг друга, несмотря на то, что предпочитали писать на пленэре. Их связывало сопротивление руководству Академии изящных искусств, которое придерживалось строгих классических правил, господствовавших в то время во французском искусстве.
Базиль был ведущей фигурой среди «батиньольцев». Он происходил из состоятельного среднего класса и часто оказывал финансовую поддержку своим друзьям, покупая у них работы. Например, натюрморт «Фрукты» (фр. Les fruits) у пианино принадлежит кисти Моне, картина с двумя женщинами - кисти Ренуара. На картине изображены также полотна самого Базиля: «Туалет» (фр. La toilette) висит за диваном, «Рыбак с сетью» (фр. Le pêcheur à l’épervier) в правой части над лестницей, «Терраса в Мерик» (фр. La terrasse à Méric) над пианино, а слева от дивана, напротив окна, стоит «Гадалка» (фр. La tireuse de cartes). Большинство изображённых на картине работ были отклонены консервативным Парижским салоном, которому с того времени почти все «батиньольцы» прекратили предлагать свои картины для экспозиции.

## Описание
На картине изображена сцена в мастерской Базиля, располагавшейся в доме номер 9 на улице Кондамин в Париже, которую автор полотна занимал и делил с Ренуаром с 1 января 1868 по 15 апреля 1870 года. До 10 августа 1868 года эта улица называлась улицей Пэ.
Высокая фигура Базиля изображена в центре полотна. Автор показывает свою картину коллегам-художникам. Перед полотном стоят двое мужчин. Мужчину в шляпе однозначно идентифицируют с Эдуаром Мане, в то время как другого мужчину распознают как Клода Моне, Эмиля Золя или Захарию Аструка. Две фигуры в левой части картины, мужчины, разговаривающие друг с другом на лестнице, поочередно идентифицируются как Огюст Ренуар и Альфред Сислей, фигура на лестнице, также распознаётся как Эмиль Золя или Клод Моне. В правой части картины за пианино изображён друг автора, музыкант и коллекционер Эдмон Мэтр. Фигура самого Базиля, по признанию автора в письме к отцу, была написана Мане. Мощный мазок Мане, который отличается от более утонченного стиля Базиля, явно узнаваем. Картина была подписана только Базилем и датирована 1870 годом.
Момент, зафиксированный на холсте, кажется случайно выбранным. Он предлагает впечатление о мире художника и его друзей в их повседневной среде и показывает близость их дружбы. Стиль работы по-прежнему явно укоренен в реализме, направлении, характерном для большей части работ Базиля, но свободная проекция и лёгкое, яркое использование цвета уже явно предвосхищают импрессионизм, который вскоре обретет свою окончательную форму. Однако художественная карьера самого автора картины была трагически прервана до этого времени. 28 ноября 1870 года Базиль погиб на фронте во время франко-прусской войны.

## Провенанс
До 1924 года картина находилась в коллекции Марка Базиля, брата художника, после смерти которого в том же году, согласно его завещанию, она перешла в собственность Франции для экспонирования в одном из государственных музеев. С 19 июня 1925 по 18 мая 1931 года картина находилась в собраниях музея в Люксембургском саду в Париже, затем с 1931 по 1947 год входила в коллекции Лувра. С 1947 по 1986 год полотно экспонировалось в Национальной галерее Же-де-Пом в Париже, откуда в 1986 году, со всеми другими работами импрессионистов, она была передана в собрания музея Орсе в Париже, где экспонируется под названием «Ателье Базиля».